# Казарян, Ваня Агаджанович
Ва́ня Агаджа́нович Казаря́н (1906, Вачаган, Кавказское наместничество — 1973, Ереван) — депутат Верховного Совета Армянской ССР. Участник Великой Отечественной войны (политрук).

## Биография
Ваня Агаджанович Казарян родился в 1906 году в селе Вачаган. Начальное образование получил в сельской школе. Затем, в 1930—1933 гг., учился в Тбилисском комиссариате имени 26 комиссаров.

## Участие в Отечественной войне
Когда началась Великая Отечественная война, Ваня Казарян, слушатель ленинских курсов при ЦК КПСС, одним из первых ушел на фронт. Вёл большую партийно-политическую работу на Юго-Западном, Сталинградском, Донском, Первом Белорусском фронтах. Получил воинское звание майора.

## Награды
- Медаль «За оборону Сталинграда»
- Орден Красной Звезды
- Орден «Отечественной войны» I степени
- Медаль «За победу над Германией в Великой Отечественной войне 1941—1945 гг.»[2].

## Трудовая деятельность
С юных лет работал в Капанском меднорудном комбинате, а в 1930 году был принят первым председателем колхозного отдела родного села. После он был избран секретарем райкома Алаверди, а позже работал в Вайке.
- В 1939—1941 и 1946—1948 гг. занимал должность первого секретаря райкома Кафана.

- В 1948—1951 гг. работал председателем Совета профсоюза Армении.
- В 1951—1958 гг. занимал должность первого заместителя министра коммунального хозяйства Армении.
- В октябре 1958 года был назначен начальником управления хлебопродуктов республики, а в 1970 году — первым заместителем министра заготовок Армянской ССР.

Неоднократно избирался в ЦК Коммунистическую партию Армении (КПА), был кандидатом в члены Бюро ЦК КПА, член ВЦСПС.
Умер 11 марта  1973 г. в Ереване.